# COSMOS-keyboards trio-
コスモス・キーボードトリオ（COSMOS-keyboards trio-）は、1980年代に財団法人ヤマハ音楽振興会が作った楽曲集団の中から結成された、キーボード演奏3人組フュージョンバンドである。シンセサイザーバンドと称されることもあるが、当時のレコードジャケットの解説ではキーボードバンドが正しい。

## メンバー
全員がヤマハ・ジュニア・オリジナル・コンサート（J・O・C）出場者。
- 田中裕美子（鎌田裕美子）（1959年9月11日 - 、O型）
  - リーダー。
  - スリムな体におどろくべきパワーを秘めている。年長ということもあって、まとめ役を務めた[1]。

- 土居慶子（松居慶子）（1961年7月26日 - 、A型）
  - パワフルなタッチ、大きなスケールの中に女性らしい優しさと愛を感じるメロディが持ち味[1]。

- 海江田ろまん（川崎ろまん）（1960年3月20日 - 、O型）
  - アコースティック・ピアノ担当。2015年製作、高橋和勧監督作品、映画『未来シャッター』の音楽を担当[2]。
  - 何かが乗り移ったような演奏ぶりにライブのファンから熱い声援を受ける[1]。

### 元メンバー
- 大島ミチル
- 椙山有美
- 平部やよい

## 概要
レコードデビューは1981年の東宝映画『漂流』サウンドトラック。最初期は、ヤマハ・ネム音楽院に所属する約20人がソロやグループで音楽活動を展開する、というものだった。メンバー以外の参加ミュージシャンには、トランペット：新田一郎、ギター：松原正樹、芳野藤丸などがいる。
企画連動には、当時のラジオ番組『コッキーポップ』（ニッポン放送）も協力している。ニッポン放送の番組で、ヤマハ提供の若手音楽家を全国から育てる「ぽっぷん王国・ティーンズミュージックフェスティバル」などの番組や、『谷山浩子のオールナイトニッポン』での使用例があるのはこのため。発売したアルバム全てに、当時ヤマハの社長であった川上源一がエクゼクティブ・プロデューサーとして参加している。
アルバム『BOURBON SUITE』発売時には、LP/CD販売元ポニーキャニオンによるオリジナル「スタジアムジャンパー」キャンペーンが展開された。

## 特徴
一部歌詞を想像させる曲目を除き、基本的に「歌のないインストゥルメンタル」として、1980年代前半から1990年代後半にかけて、放送局のラジオ・テレビ番組テーマ曲、背景音楽として、ほぼ採用されている。主な代表曲は、「亜麻色のスーベニール」、「CAN CAN CAN!」、「Kissin' in the Rainbow」、「SKIP STEP SNAP!」、「Jumpin' for joy」、「舞ミューズ」、「夢気球」等がある。
読売テレビ『おもしろサンデー』のテーマ曲「Spiral　Dream」収録アルバム『MUSITOPIA』には、『おもしろサンデー』の当時の司会者で落語家の桂文珍が、ジャケットライナーを記述している。この「Spiral Dream」はシングル盤があり、アルバム盤と間奏が異なっているのも特徴である。
他の番組の使用例
- 毎日放送:『いい朝8時』 - 「幸せな朝」
- 朝日放送:『もうすぐ夜明けABC』 - 初期テーマ曲「Kissin' in the Rainbow」
- 静岡放送:『殿キンのお早うございます』（殿さまキングス司会） - 「SKIP STEP SNAP!」
- NHK教育テレビジョン: 学校放送『理科教室小学校3年生』 - テーマ曲 - 1984年頃使用
- エフエム沖縄:『ハッピーアイランド』 - テーマ曲 「愛ランド・ダンス」

番組オリジナル（テレビ大阪『ザ・フィッシング』初期テーマ）、CMを含めると採用は多岐に上る。

## シングル
- 漂流（1981年）
- CAN CAN CAN!（1982年）
  - アルバム『CAN CAN CAN!』プロモーション用に製作されたシングル4枚組。非売品
- Spiral Dream（1983年）
- ふだんがキラキラ（1985年）

## アルバム
- CAN CAN CAN!
- BOURBON SUITE
- MUSITOPIA
- 夢想都市
- session V
- COSMOS THE BEST （アルバム「CAN CAN CAN!」「MUSITOPIA」「夢想都市」より選曲）

2010年10月現在、単体としての「BOURBON SUITE」と「夢想都市」はCD化されていない。LP/CD(旧盤)発売元はポニーキャニオン、版権はヤマハミュージックパブリッシング。